# Mesembryanthemum varians
Mesembryanthemum varians är en isörtsväxtart som beskrevs av Adrian Hardy Haworth. Mesembryanthemum varians ingår i Isörtssläktet som ingår i familjen isörtsväxter. Inga underarter finns listade i Catalogue of Life.